# Атіфете Ях'яґа
Атіфете Ях'яґа (алб. Atifete Jahjaga; нар. 20 квітня 1975) — четвертий президент Республіки Косово, перша жінка на цій посаді, наймолодша жінка-президент у світі. Раніше обіймала посаду заступника керівника поліції в званні генерал-майора.

## Біографія
2000 року закінчила юридичний факультет Університету Приштини. Від 2006 до 2007 вивчала управління поліцією та кримінальне право в Університеті Лестера у Великій Британії, також пройшла професійну підготовку в Європейському центрі з вивчення питань безпеки Джорджа Маршалла у Німеччині та Національній академії ФБР у Сполучених Штатах.
Була перекладачем, пізніше почала працювати у прикордонній поліції. Ях'яґа поступово просувалася кар'єрними сходами, здобула звання полковника, та зрештою — генерал-майора. Пізніше її перевели до навчального відділу.

## Вибори
6 квітня 2011 року Демократична партія Косова, Демократична ліга Косова й Альянс нового Косова після того, як Конституційний суд визнав незаконним обрання Беджета Пацоллі, висунули Атіфете Ях'яґу як єдиного кандидата на посаду президента Косова. Її кандидатуру підтримав посол США у Косові Крістофер Делл.
7 квітня Ях'яґа була обрана президентом у першому турі голосування в парламенті: зі 100 депутатів 80 проголосували за Атіфете Ях'яґу, 10 — за Сюзан Новобердалі. У своїй інавгураційній промові Ях'яґа заявила, що її головна мета на посаді президента — забезпечення членства Косова в Європейському Союзі й ООН. Під час своєї першої промови в парламенті вона заявила:
|  | Ідеал для всього Косова — це членство в Європейському Союзі та постійна дружба зі Сполученими Штатами Америки. Я вірю й переконана, що наші мрії здійсняться. |

У квітні 2016 року, коли президентський термін Ях'яґи завершився, вона передала повноваження новобраному президенту Хашиму Тачі.